# Literatura tupi

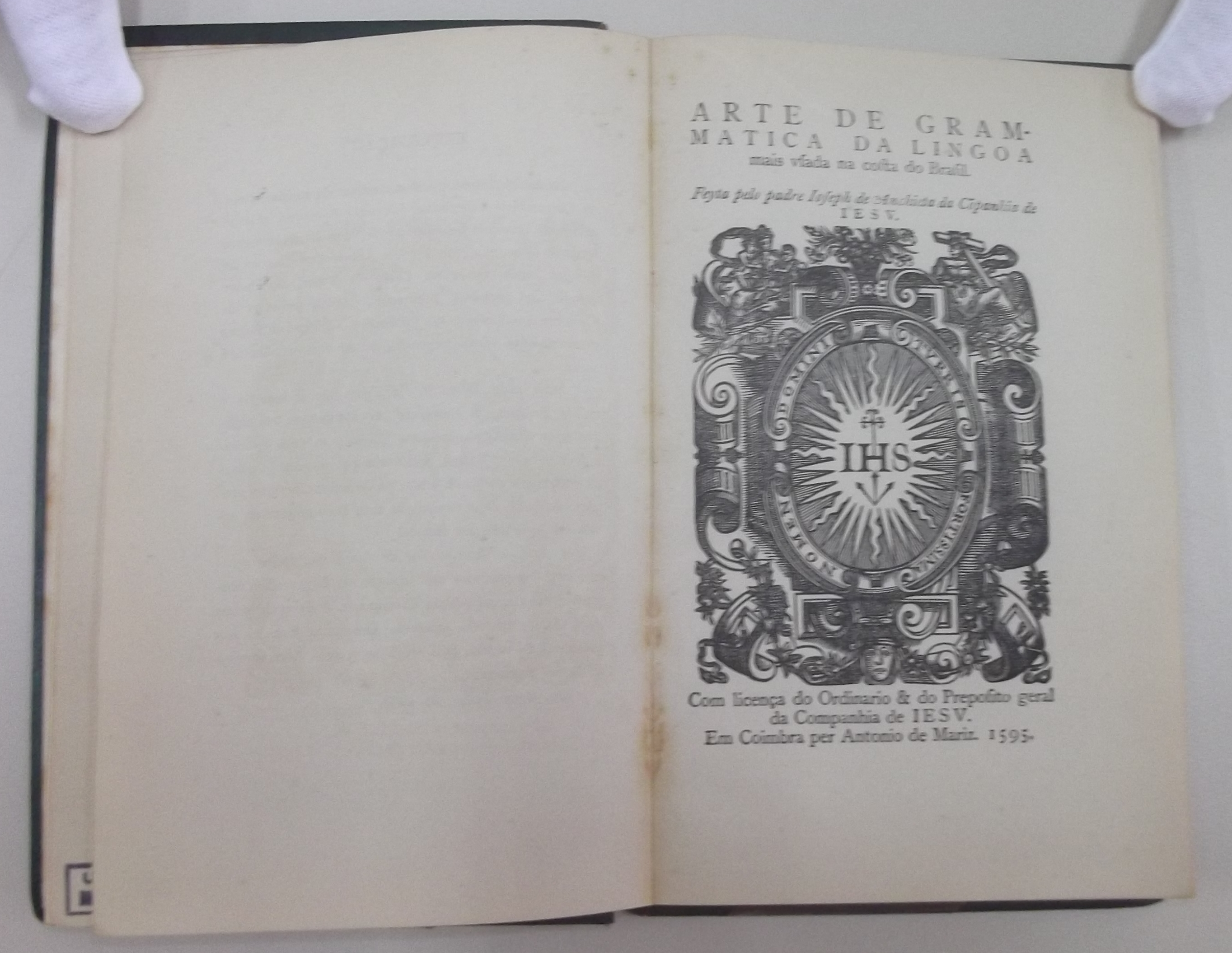
Capa de "Arte de Gramática da Língua mais Usada na Costa do Brasil", de José de Anchieta. Edição da Biblioteca Nacional do Rio de Janeiro. Rio de Janeiro: Imprensa Nacional, 1933. Fac-símile da primeira edição (1595).

Literatura tupi é o conjunto de obras escritas na língua tupi. Em sua maior parte, compõe-se de gramáticas, catecismos, dicionários, peças de teatro e poemas de cunho religioso compostos pelos jesuítas no Brasil no período de 1549 a 1759, porém também compõe-se de relatos de viajantes europeus no Brasil nesse período, bem como de cartas de indígenas tupis.

## A língua tupi
A língua tupi era a mais difundida no litoral brasileiro na época da chegada dos europeus ao Brasil (século XVI). Foi aprendida pelos viajantes europeus para que eles pudessem se comunicar com os índios tupis que habitavam o litoral. Dessa forma, o Brasil dos primeiros séculos da colonização portuguesa se tornou bilíngue, sendo o tupi falado tanto por índios quanto por brancos e escravos negros. O uso do tupi estendeu-se como língua da colônia até a proibição do ensino da língua no Brasil feita pelo marquês de Pombal em 1758.

## A literatura tupi

### Literatura tupi jesuítica

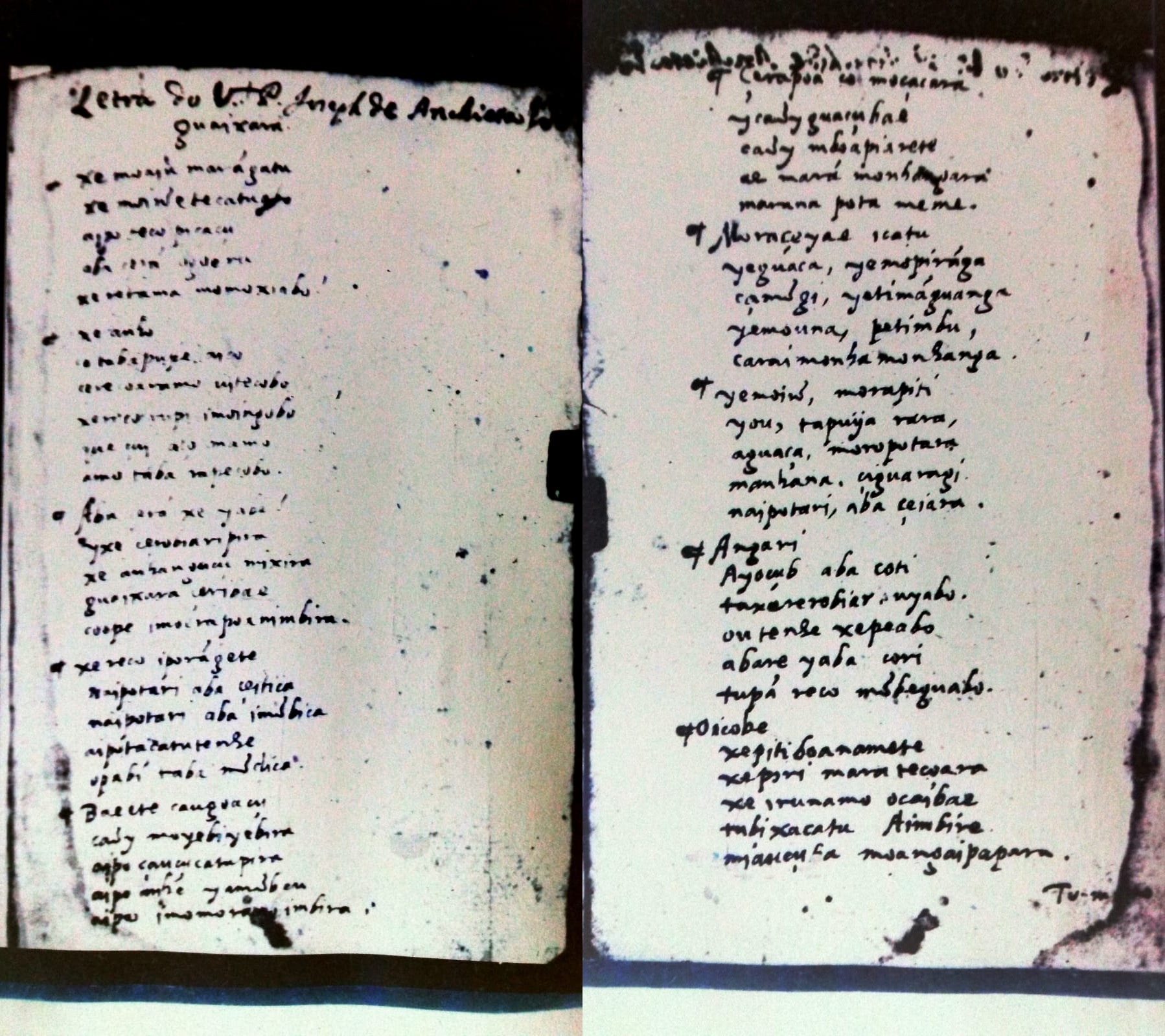
Manuscrito original do Monólogo de Guaixará, presente no Auto de São Lourenço, de José de Anchieta

A língua tupi, na sua forma oral, foi usada como instrumento de catequese pelos jesuítas de 1549 a 1759. Durante esse período, os missionários aprenderam a língua e organizaram as primeiras gramáticas, vocabulário e catecismo na língua. Dentro da literatura brasileira incipiente, nasceram, então, os primeiros escritos na língua tupi.
A literatura jesuítica em língua tupi se divide basicamente em dois grupos: didáticos e catequéticos. Os jesuítas elaboraram gramáticas e vocabulários tupis com finalidade didática para que os padres que chegavam ao Brasil pudessem se comunicar em tupi com a população brasileira. No Colégio da Bahia, se ensinava tupi. Em seguida, escreveram catecismos e outros textos com o objetivo de orientar os padres na catequização da população brasileira.
O marco inicial da literatura tupi é a publicação da Arte de Gramática da Língua mais Usada na Costa do Brasil de José de Anchieta em 1595. Durante toda a sua produção literária, o jesuíta espanhol escreveu em latim, português, espanhol e tupi. Juntam-se, a ele, no uso do tupi escrito: Antônio de Araújo (1618) e Luís Figueira (1687).

### Relatos de viajantes europeus em tupi
Muitos viajantes europeus que visitaram o Brasil nos séculos XVI e XVII escreveram textos em tupi, como os franceses Jean de Léry e Claude d'Abbeville e o alemão Hans Staden.

### Textos em tupi de índios tupis
Os índios tupis, os falantes originais da língua tupi, eram ágrafos. Foram os jesuítas que criaram a representação escrita da língua tupi no alfabeto latino. Porém a representação escrita do tupi destinou-se prioritariamente ao ensino dos padres recém-chegados ao Brasil e não aos índios ou colonos portugueses: dessa forma, os índios tupis continuaram não escrevendo em tupi. Um dos poucos textos em tupi escritos por um índio tupi e que chegaram até os nossos dias foi uma carta do índio potiguar Diogo Camarão, primo de Filipe Camarão, redigida em 21 de outubro de 1645, pedindo a seu primo Pedro Poti que ficasse do lado dos portugueses na luta contra os neerlandeses.

## Amostras de texto

### Pai-nosso
A seguinte versão do pai-nosso, de 1618, é de autoria do jesuíta Antônio de Araújo, tendo sido publicada em seu Catecismo na língua brasílica.
| Tupi antigo                             | Tradução literal por Eduardo Navarro      | Português                            |
| --------------------------------------- | ----------------------------------------- | ------------------------------------ |
| Oré rub, ybakype tekoar,                | Nosso pai, o que está no céu,             | Pai nosso que estás nos céus,        |
| i moetepyramo nde rera t'oîkó.          | como o que é louvado teu nome esteja.     | santificado seja o teu nome.         |
| T'our nde "Reino"!                      | Que venha teu Reino!                      | Venha o teu Reino!                   |
| T'onhemonhang nde remimotara            | Que se faça tua vontade                   | Seja feita a tua vontade,            |
| ybype,                                  | na terra,                                 | assim na terra,                      |
| ybakype i nhemonhanga îabé!             | como o fazer-se dela no céu!              | como no céu!                         |
| Oré remi'u, 'ara îabi'õndûara,          | Nossa comida, a que é de cada dia,        | O pão nosso de cada dia              |
| eîme'eng kori orébe.                    | dá hoje para nós.                         | nos dá hoje.                         |
| Nde nhyrõ oré angaîpaba resé orébe,     | Perdoa tu nossos pecados a nós,           | E perdoa-nos as nossas dívidas,      |
| oré rerekomemûãsara supé                | como aos que nos tratam mal               | assim como nós também temos perdoado |
| oré nhyrõ îabé.                         | nós perdoamos.                            | aos nossos devedores.                |
| Oré mo'arukar umẽ îepé "tentação" pupé, | Não nos deixes tu fazer cair em tentação, | E não nos deixes cair em tentação,   |
| oré pysyrõte îepé mba'eaíba suí.        | mas livra-nos tu das coisas más.          | mas livra-nos do mal.                |

### Trecho doAuto de São Lourenço
O texto a seguir é a primeira estrofe do segundo ato do Auto de São Lourenço, obra de José de Anchieta. Ambas as versões, em tupi antigo e em português, foram escritas de modo artístico, o que implica o respeito, nas duas línguas, da rima e da métrica, elementos comumente empregados em poemas.
| Tupi antigo          | Tradução literal por Eduardo Navarro | Português                   |
| -------------------- | ------------------------------------ | --------------------------- |
| Xe moaîumarangatu,   | Importuna-me bem,                    | Esta virtude estrangeira    |
| xe moŷrõetekatûabo,  | irritando-me muitíssimo,             | me irrita sobremaneira.     |
| aîpó tekopysasu.     | aquela lei nova.                     | Quem a teria trazido,       |
| Abá serã ogûeru,     | Quem será que a trouxe,              | com seus hábitos polidos    |
| xe retama momoxŷabo? | estragando minha terra?              | estragando a terra inteira? |

## Cronologia da literatura tupi
- 1557 — Hans Staden publica História verdadeira..., texto em alemão com trechos em tupi.
- 1578 — Jean de Léry publica História de uma viagem feita à terra do Brasil, texto em francês com trechos em tupi.
- 1583 — José de Anchieta escreve o "Auto de São Lourenço", em tupi, português e castelhano.[9][10]
- 1589-1594: José de Anchieta escreve "Na aldeia de Guaraparim", auto religioso inteiramente em língua tupi.[11]
- 1595 — José de Anchieta compõe a primeira gramática tupi.
- 1614 — Claude d'Abbeville publica "História da missão dos padres capuchinhos na ilha de Maranhão e terras circunvizinhas", texto em francês com trechos em tupi.
- 1618 — São publicados os catecismos na língua tupi de Anchieta e Antônio de Araújo.
- 1621 — A Companhia de Jesus publica o primeiro dicionário da língua.
- 1645 — Diogo Camarão escreve uma carta em tupi a seu primo Pedro Poti.[5]
- 1687 — Luís Figueira publicou uma gramática da língua.
- 1758 — O Marquês de Pombal proíbe o uso da língua do Brasil.
- 1859 — Ernesto Ferreira França publica "Crestomatia da Língua Brasílica".
- 1947 — Frederico Edelweiss publica "Tupis e Guaranis, Estudos de Etnonímia e Linguística". Cresce o interesse pelos estudos linguísticos sobre o tupi.
- 1951 — Faris Antônio publica o "Manual de Conversação da Língua Tupi".
- 1957 — Lemos Barbosa publica o "Curso de Tupi Antigo".
- 1970 — Lemos Barbosa publica o "Pequeno vocabulário Português-Tupi".
- 1984 — Luís Caldas Tibiriçá publica o "Dicionário Tupi-Português".
- 1998 — Eduardo de Almeida Navarro publica o "Método Moderno de Tupi Antigo". Reacende-se o debate e interesse pela língua.
- 2000 — Moacyr Costa Ferreira publica o Dicionário Morfológico Tupy-Guaraní
- 2013 — Eduardo de Almeida Navarro publica o "Dicionário de Tupi Antigo: a língua indígena clássica do Brasil".

## Obras
- Arte de Gramática da Língua mais Usada na Costa do Brasil — José de Anchieta, 1595.
- Catecismo da Língua Brasílica — José de Anchieta, 1618.
- Vocabulário da Língua Brasílica — Companhia de Jesus, 1621.
- Arte da Língua Brasílica — Luís Figueira, 1616.
- Catecismo da Língua Brasílica — Antônio de Araújo, 1618.
- Poemas: Lírica portuguesa e tupi — José de Anchieta.
- Poemas Brasílicos — Cristóvão Valente.